# Sokrí El-Úar
Sokrí El-Úar (arabul: شُكري الواعر; Tunisz, 1966. augusztus 15. –) tunéziai labdarúgókapus.

## Pályafutása

### Klubcsapatban
1986 és 2001 között az Espérance Tunisz kapusa volt. Kilencszeres tunéziai bajnok és négyszeres kupagyőztes. 1994-ben az afrikai bajnokok ligáját, 1995-ben a CAF-szuperkupát, 1997-ben a CAF-kupát és 1998-ban a kupagyőztesek Afrika-kupáját is megnyerte csapatával. 2001-ben 5 mérkőzésen védett az olasz Genoa csapatában. 2002-ben az Espérance Tuniszban fejezte be a pályafutását.

### A válogatottban
1990 és 2002 között 97 alkalommal szerepelt a tunéziai válogatottban. Részt vett az 1994-es, az 1996-os, a 2000-es és a 2002-es afrikai nemzetek kupáján, valamint 1996. évi nyári olimpiai játékokon és az 1998-as világbajnokságon, ahol az összes csoportmérkőzésen kezdőként lépett pályára.

## Sikerei, díjai
Étoile du Sahel
- Tunéziai bajnok (9): 1987–88, 1988–89, 1990–91, 1992–93, 1993–94, 1997–98, 1998–99, 1999–00, 2000–01
- CAF-bajnokok ligája győztes (1): 1994
- Afro-ázsiai klubok kupája győztes (1): 1995
- CAF-kupa győztes (1): 1997
- Kupagyőztesek Afrika-kupája győztes (1): 1998
- CAF-szuperkupa győztes (1): 1995

Tunézia

## Külső hivatkozások
- Sokrí El-Úar adatlapja a National-Football-Teams.com oldalon (angolul)

- Sokrí El-Úar (angol nyelven). FootballDatabase.eu
- Sokrí El-Úar (német nyelven). kicker.de
- Sokrí El-Úar adatlapja a worldfootball.net oldalon (angolul)
- Sokrí El-Úar profilja az Olympedia oldalán (angolul)